# Abenteuer eines Mathematikers
Abenteuer eines Mathematikers (englischer Titel: Adventures of a Mathematician) ist ein Filmdrama von Thorsten Klein, das im Januar 2020 beim Palm Springs International Film Festival seine Premiere feierte. Die Filmbiografie erzählt die Lebensgeschichte des titelgebenden polnischen Mathematikers Stanisław Marcin Ulam, der in den 1930er Jahren in die USA immigrierte.

## Handlung
In den 1940er Jahren flüchtet der jüdische Mathematiker Stan Ulam gemeinsam mit seinem Bruder Adam vor den Nationalsozialisten von Polen in die USA. Sie sind zutiefst besorgt über das Schicksal ihrer Eltern und ihrer Schwester, die in Polen geblieben sind. Stan spielt eine entscheidende Rolle bei der Entwicklung der Wasserstoffbombe und des ersten Computers. Hier erlebt er neben Heimweh auch die Freuden der Liebe.

## Biografisches

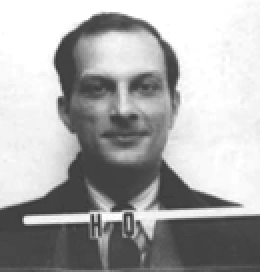
Stanislaw Ulam auf dem Foto seines Los-Alamos-Dienstausweises während des Zweiten Weltkriegs

Stanisław Marcin Ulam war ein polnisch-US-amerikanischer Mathematiker. Er entstammte einer polnisch-jüdischen Mittelstandsfamilie. Sein Mathematiklehrer war der polnische Mathematiker Stefan Banach, einer der führenden Köpfe der Lemberger Mathematikerschule. Entsprechend der Ausrichtung der polnischen Schule beschäftigte sich Ulam dort hauptsächlich mit Fragen aus Maßtheorie, Topologie und Logik. Im Jahr 1938 ging Ulam auf Einladung von George David Birkhoff als ein Harvard Junior Fellow in die USA. In dieser Zeit bewies er mit John C. Oxtoby den Satz von Oxtoby und Ulam über die Ergodizität maßerhaltender Homöomorphismen von Mannigfaltigkeiten. 1943 wurde er US-Staatsbürger und im selben Jahr von seinem Freund John von Neumann zu einem geheimen Projekt in New Mexico eingeladen, das später als Manhattan-Projekt bekannt wurde. Hier war er an der Entwicklung von Nuklearwaffen beteiligt. Er zeigte, dass Edward Tellers frühes Modell der Wasserstoffbombe unzulänglich war, und begann, eine bessere Methode zu entwickeln. Er war der erste in den USA, der erkannte, dass man alle Komponenten einer H-Bombe in eine Hülle packen kann, um den Fusionsstoff zu komprimieren und explodieren zu lassen.
Der Titel des Films ist Ulams Autobiografie mit dem Titel Adventures of a Mathematician entlehnt, die er 1976 veröffentlichte.

## Produktion

### Förderung und Stab
Der Film erhielt vom Medienboard Berlin-Brandenburg eine Produktionsförderung in Höhe von 200.000 Euro und vom BKM in Höhe von 500.000 Euro. Der Deutsch-Polnische Filmfonds förderte die Produktion mit 100.000 Euro nebst einer Stoffentwicklungsförderung in Höhe von 40.000 Euro.
Regie führte Thorsten Klein aka Thor Klein, der auch das Drehbuch schrieb. Es handelt sich nach dem Mystery-Thriller Lost Place aus dem Jahr 2013, mit François Goeske, Jytte-Merle Böhrnsen, Pit Bukowski und Josefine Preuß in den Hauptrollen, um den zweiten Spielfilm, bei dem er Regie führte. Die Filmmusik komponierte Antoni Łazarkiewicz. Das Soundtrack-Album mit 12 Musikstücken wurde am 1. Oktober 2021 von MovieScore Media als Download veröffentlicht.

### Besetzung und Dreharbeiten

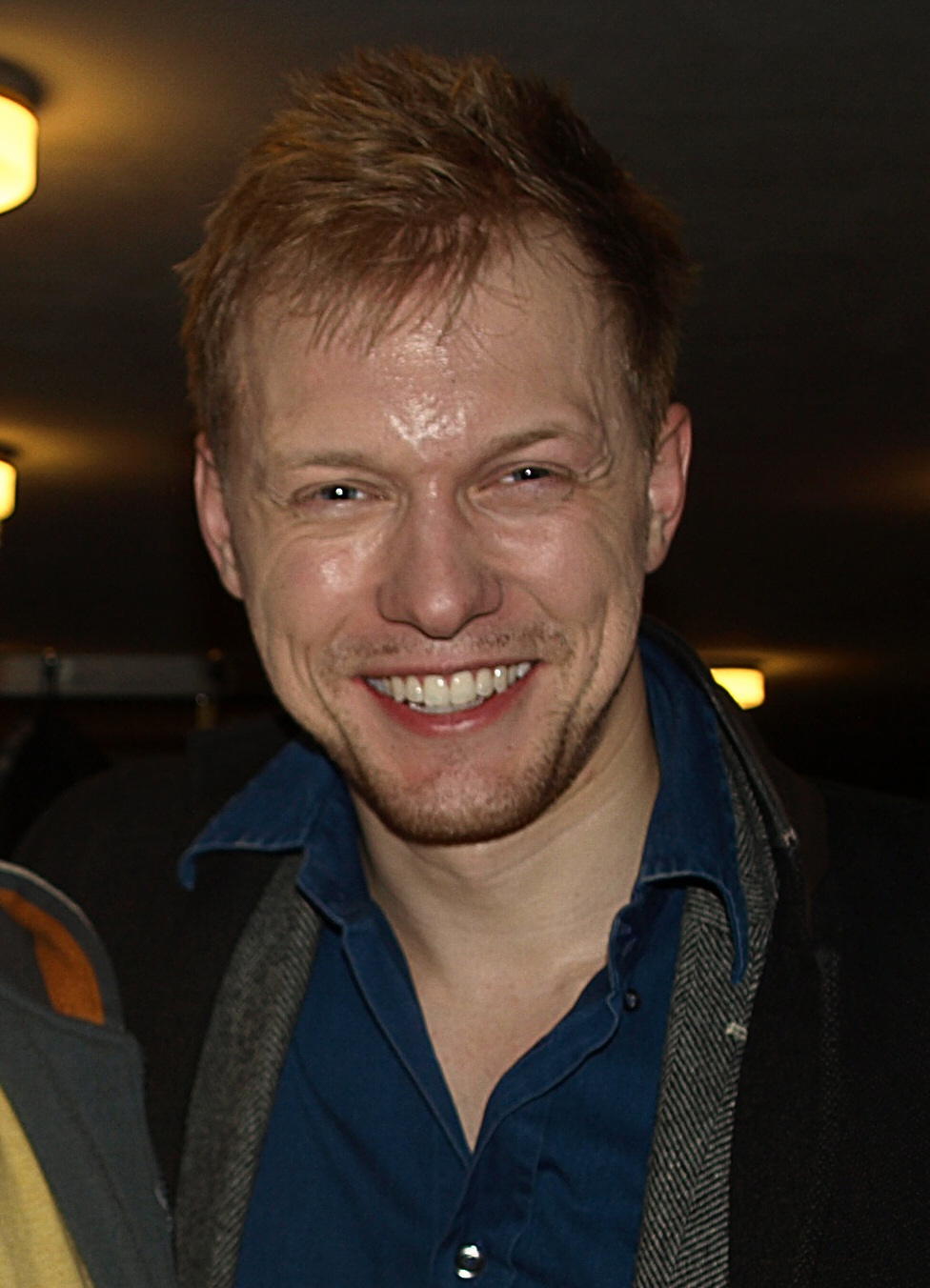
Philippe Tłokiński spielt im Film Stanisław Marcin Ulam

Die Hauptrolle von Stanisław Marcin Ulam wurde mit Philippe Tłokiński besetzt, Mateusz Więcławek spielt dessen jüngeren Bruder Adam und die französische Schauspielerin Esther Garrel Stans Frau Francoise.
Ryan Gage ist in der Rolle von Robert Oppenheimer zu sehen. Der theoretische Physiker deutsch-jüdischer Abstammung wurde als wissenschaftlicher Leiter des Manhattan-Projekts bekannt und gilt als „Vater der Atombombe“. James Sobol Kelly spielt Norris Bradbury, der ebenfalls am Manhattan Project arbeitete und verantwortlich für die Endmontage der Atombombe im Trinity-Test 1945 war. Fabian Kociecki spielt den ungarisch-US-amerikanischen Mathematiker John von Neumann, der bedeutende Beiträge zur mathematischen Logik, Funktionalanalysis, Quantenmechanik und Spieltheorie leistete und als einer der Väter der Informatik gilt. Sam Keeley spielt John Williams Calkin, der sich als Mathematiker mit Funktionalanalysis befasste. Der in Deutschland geborene Kernphysiker und sowjetische Spion Klaus Fuchs wird von dem Schauspieler Sabin Tambrea verkörpert. Fuchs war nach seiner Flucht aus Deutschland maßgeblich im amerikanisch-britischen Atombombenprojekt beschäftigt und siedelte im Jahr 1959 in die DDR über. Joel Basman spielt Edward Teller, während Camille Moutawakil in der Rolle seiner Frau Mici Teller, geboren als Augusta Maria „Mici“ Harkanyi, zu sehen ist.
Die Dreharbeiten fanden im Spätsommer und Herbst 2018 im Spreewald, in Berlin, im polnischen Lodz und in New Mexico statt. Als Kameramann fungierte Tudor Vladimir Panduru. Für das Szenenbild zeichnete Florian Kaposi verantwortlich, für die Kostüme Justyna Stolarz.

### Veröffentlichung
Erste Vorstellungen erfolgten im Januar 2020 beim Palm Springs International Film Festival. Die Europapremiere erfolgte im November 2020 beim Cambridge Film Festival. Im Dezember 2020 erfolgten Vorstellungen beim Filmfestival Cottbus. Im Oktober 2021 wurde er beim Filmfest Emden-Norderney gezeigt. Am 30. Juni 2022 erfolgte der Kinostart in Deutschland.

## Rezeption

### Kritiken
Stephen Farber von The Hollywood Reporter schreibt, auch wenn das „Thema Holocaust“ nur „skizzenhaft behandelt“ werde, helfe der Film „zu erklären, warum einige der in Europa geborenen Wissenschaftler und Mathematiker, die in Los Alamos arbeiteten, so extrem motiviert waren, eine Atombombe zu bauen, die dazu beitragen könnte, Nazideutschland zu besiegen.“ Diese Motivation zum Bau einer Massenvernichtungswaffe sei jedoch weggefallen, als Deutschland im Mai 1945 kapitulierte, und einige der Wissenschaftler hätten die Notwendigkeit in Frage gestellt, ihre Arbeit fortzusetzen. Im Film ließen „die Angriffe auf Hiroshima und Nagasaki einige der jungen Wissenschaftler beschämt zurück.“ Insbesondere ein Mann, John Williams Calkin, sei über die Ermordung von Hunderttausenden japanischer Zivilisten so entsetzt, dass er sich von dem Programm verabschiedet, und der werde von Sam Keeley eloquent dargestellt.
Bei der Süddeutschen Zeitung wertete Nicolas Freund: Der Film arbeitet mit „mehrfachen Erklärungen, doppelten und dreifachen Markierungen.“ „Wer nicht aufpasst, kommt bald nicht mehr hinterher bei den Motiven und Beweggründen der Figuren. Anstrengend oder verkopft ist das aber nicht, es macht den Film eher elegant, wie eine klare, mathematische Formel.“
Peter Gutting von film-rezensionen.de urteilte: „Während die Landschaftsaufnahmen an Western erinnern, betört der bislang wenig bekannte Hauptdarsteller durch sein charismatisches Spiel.“
Epd Film stellte fest: „Es ist ein Dilemma, das wieder von trauriger Aktualität ist: Darf man Waffen liefern, um ein angegriffenes Land zu unterstützen?“ Es scheint, dass sich der Film „sich nicht so recht entscheiden kann, wie er davon erzählen soll.“ „Einer historischen Nacherzählung gleich spult [Regisseur] Klein diese Ereignisse mit Jahreszahlen versehen ab. Das reiche dramaturgische Potenzial der Ära, den historisch-wissenschaftlichen Kontext, die gesellschaftlichen Konflikte, sogar die emotionale Ebene des Dramas lässt er dabei gleichsam ungenutzt verpuffen. Klein konzentriert sich ganz auf die Figur Stan Ulams, den Wissenschaftler, den er als einen Menschen darstellt, der allein für seine Arbeit lebt, genau dadurch aber in ein Dilemma gerät.“
Falk Straub von Kino-Zeit meinte: Der Regisseur „hat zwar akribisch auf Details geachtet. Die Sets sehen überzeugend aus, die Kostüme sitzen. Bis auf seinen Protagonisten fehlt es seinen Figuren jedoch an Kontur. Und sein Drehbuch hat kaum Spannungsmomente, was zum einen an der elliptischen Erzählweise und zum anderen daran liegt, dass sich Klein für Ulams Arbeit nur am Rande interessiert.“
Die Kinozeitschrift Cinema urteilte, „die nüchterne, holzschnittartige Inszenierung weckt nur selten das Interesse der Zuschauenden“.

### Einsatz im Unterricht
Das Onlineportal kinofenster.de empfiehlt den Film ab der 9. Klasse für die Unterrichtsfächer Politik, Geschichte, Mathematik, Physik, Ethik, Philosophie und Sozialkunde/Gemeinschaftskunde und bietet Materialien zum Film für den Unterricht. Dort schreibt Moritz Stock, man könne beispielsweise über die Verbindung von Ulam zum Physiker und Leiter des Manhattan-Projekts Robert Oppenheimer, aber auch über die enge Freundschaft zum Mathematiker John von Neumann sprechen. Die Szene, in der Ulams Kollege Edward Teller die Auffassung vertritt, dass die Entwicklung thermonuklearer Waffen den zukünftigen Frieden sichern würde, könne zudem mit Blick auf den Krieg in der Ukraine und einer sich gegenwärtig wieder verstärkenden atomaren Bedrohung problematisiert werden.

### Auszeichnungen
Filmfestival Cottbus 2020
- Auszeichnung mit dem Preis zur Förderung des Verleihs eines Festivalfilms „Cottbus ins Kino“[18]

Filmfest Emden-Norderney 2021
- Nominierung für den Bernhard-Wicki-Preis
- Nominierung für den NDR-Filmpreis für den Nachwuchs (Thor Klein)[19]

Fort Lauderdale International Film Festival 2020
- Auszeichnung als Bestes Filmdrama mit dem Publikumspreis
- Auszeichnung als Bestes Filmdrama mit dem President’s Award[20]

VGF-Nachwuchsproduzentenpreis 2020
- Auszeichnung für Lena Vurma[21]